# 科什霍爾姆

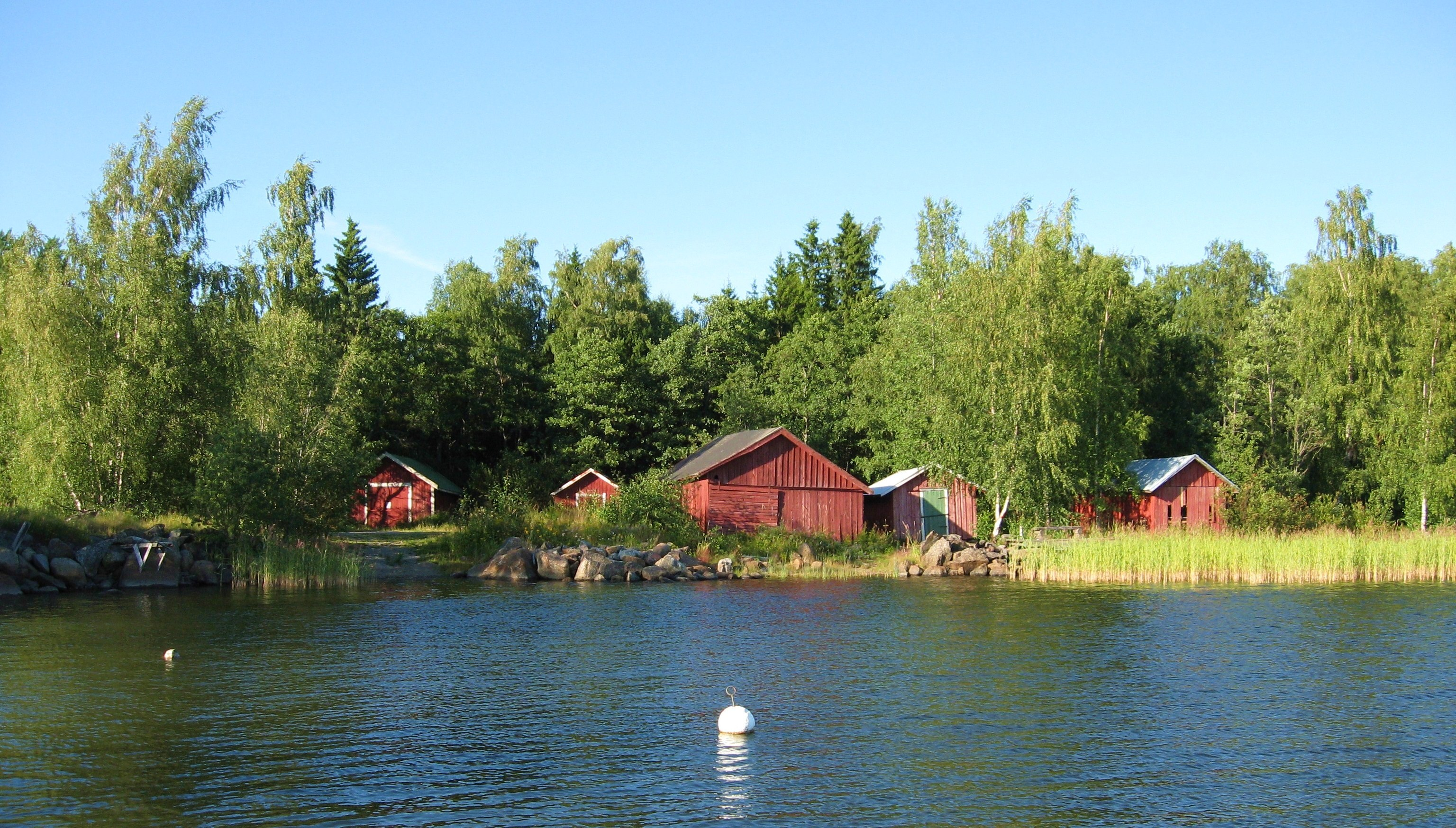
岸边木屋

科什霍爾姆（瑞典語：Korsholm），按芬兰语译为穆斯塔萨里，是芬蘭波赫扬马区的市鎮，位於該國西部沿岸，始建於1348年，面積3,179平方公里，2013年人口19,021，人口密度為每平方公里22.43人。

## 外部連結
- 官方网站  （瑞典語和芬蘭語）